# هيرمان تشيرشل
هيرمان تشيرشل (بالإنجليزية: Herman Churchill)‏ هو مؤرخ أمريكي، ولد في 9 أكتوبر 1869 في Scott, New York ‏ في الولايات المتحدة، وتوفي في 13 أبريل 1941 في كينغستون في الولايات المتحدة.